# Ім'яново (Караідельський район)
Ім'я́ново (рос. Имяново, башк. Имән) — присілок у складі Караідельського району Башкортостану, Росія. Входить до складу Урюш-Бітуллінської сільської ради.
Населення — 4 особи (2010; 9 у 2002).
Національний склад:
- башкири — 56 %
- татари — 44 %